# Wocho

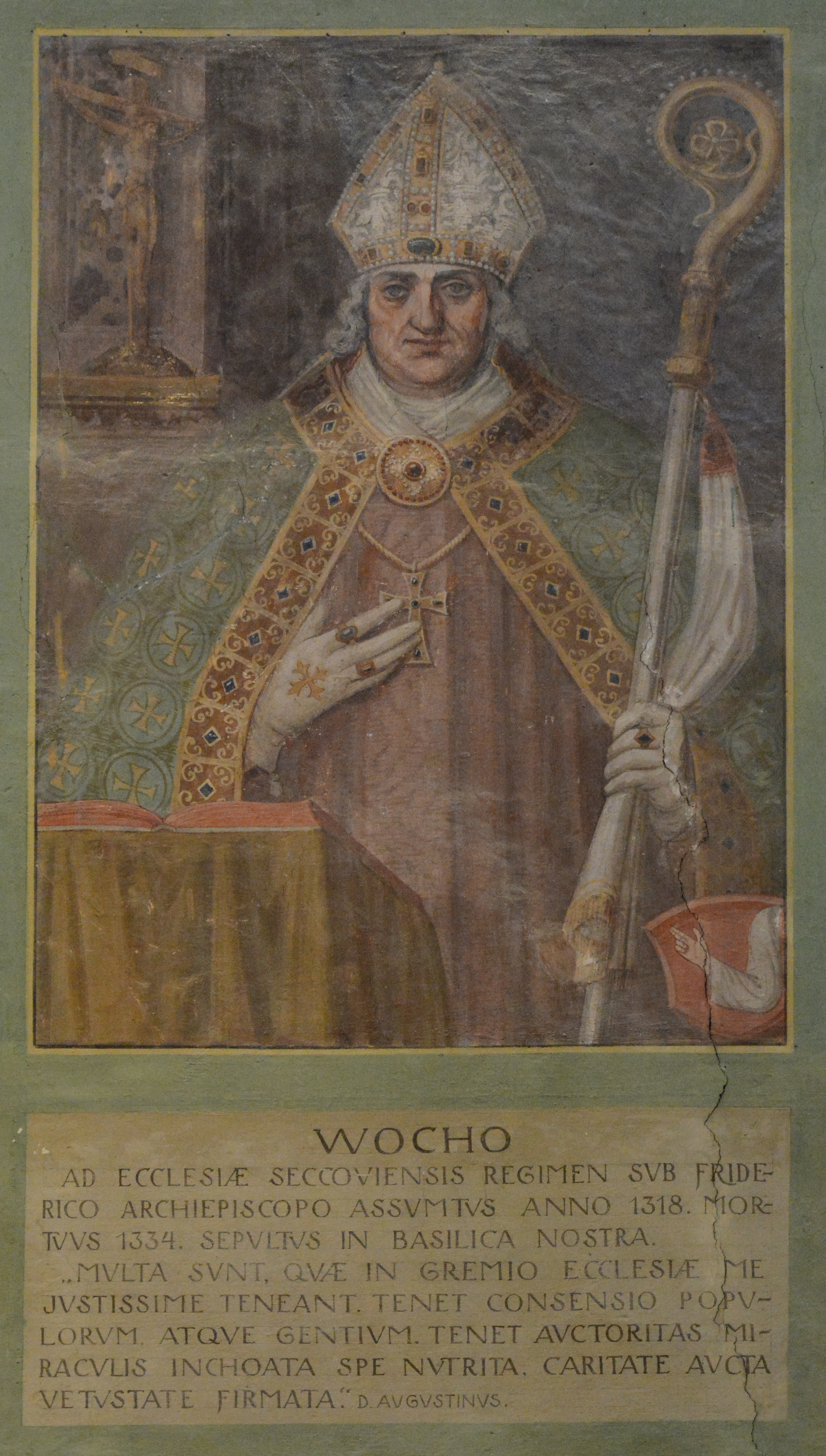
Halbfigurenportrait Bischof Wocho, Basilika Seckau, Bischofskapelle (Darstellung um 1595)

Wocho (auch Bocho, Vocco, Wokke oder Bokk; † 30. Oktober 1334) war Bischof von Seckau.
Wocho war von 1300 bis 1315 Pfarrer in Marburg an der Drau und wurde 1317 durch den Salzburger Erzbischof Friedrich von Leibnitz zum Seckauer Bischof ernannt.
Wocho spielte keine große politische Rolle und unterhielt nur losen Kontakt zum Erzbistum Salzburg. In seiner Diözese bemühte er sich um die geistliche und wirtschaftliche Erneuerung des Domstiftes. Durch zahlreiche Käufe und Wiederherstellungen von bischöflichen Lehensgütern konnte er den Besitz des Bistums beträchtlich vergrößern.
Bischof Wocho starb am 30. Oktober 1334 und wurde im Dom von Seckau beigesetzt. Seine Grabstätte ist das älteste Grabdenkmal eines Bischofs in der Basilika Seckau und ein Fresko in der Pfarrkirche Pürgg ist die früheste bildliche Darstellung eines Seckauer Bischofs.